# Good Faith Collaboration
The Culture of Wikipedia
Good Faith Collaboration: The Culture of Wikipedia (2010) est un livre de Joseph M. Reagle Jr. de la Faculté de droit de Harvard publié par les presses du MIT,. Il est préfacé par Lawrence Lessig.
Good Faith Collaboration est basé sur la dissertation de thèse de Reagle. Le livre présente une étude de l'histoire de Wikipédia,, mettant l'accent sur le rôle de la norme de bonne foi dans le projet et son rôle dans la culture collaborative de ce dernier.
En 2011, Reagle est un conférencier invité à la conférence Wikimania tenue à Haïfa, Israël.

## Réception
Le livre est critiqué positivement par Piotr Konieczny (pl) qui en loue la pertinence ethnographique, Olivia Auxier qui estime que Reagle propose une certaine forme de conceptualisation des enjeux structurels de Wikipédia et Cory Doctorow, qui affirme que Reagle « argumente de manière convaincante que l'aspect le plus fascinant et avant-gardiste de Wikipédia n'est pas l'encyclopédie elle-même, mais plutôt la culture collaborative qui la sous-tend »,. En revanche, Jeff Loveland estime que l'ouvrage souffre d'une faiblesse majeure sur le plan de la contextualisation historique, par exemple sur la question de la neutralité et Lee Humphreys souligne qu'il met plus l'accent sur la production de Wikipédia que sur son utilisation.

## Citations
« En bref, on peut caricaturer la critique que je fais en affirmant que la communauté fanatique qui crée Wikipédia montre peu de sagesse et ressemble plus à une bande de singes frappant sur des claviers et jouant du pouce sur leurs bébelles en une sorte de culte maoïste, troublant le noble repos des savants et déplaçant du contenu de haute qualité hors du marché. Bien que je sois personnellement sympathique à Wikipédia, mon intention n'est pas d'argumenter pour ou contre les partisans et détracteurs, mais d'identifier les implications sociales élargies liées à la collaboration sur Wikipédia et la recherche de l'encyclopédie universelle »

— Joseph Michael Reagle Jr., Good faith collaboration